# USS Iowa (BB-61)
USS Iowa (BB-61) – okręt prototypowy pancerników typu Iowa był czwartym okrętem United States Navy (ale dopiero drugim, który wszedł do służby), którego nazwa pochodziła od stanu Iowa.
Stępkę okrętu położono 27 czerwca 1940 roku w New York Navy Yard. Nosił przydomek „The Big Stick” (gruba pała - z powiedzenia Th. Roosevelta: Speak softly, but carry a big stick. You will go far [nie podnoś głosu, ale miej przy sobie grubą pałę. Daleko zajdziesz.]). Został zwodowany 27 sierpnia 1942, matką chrzestną została Ilo Wallace, żona wiceprezydenta USA Henry’ego Wallace’a. Okręt przyjęto do służby 22 lutego 1943 z komandorem Johnem L. McCrea na stanowisku dowódcy. Pancernik w końcu 1943 operował na Atlantyku w rejonie Nowej Fundlandii chroniąc żeglugę przed rajdem pancernika Tirpitz. Okręt przewiózł prezydenta Roosevelta do Casablanki, gdy udawał się na pierwszą konferencję w Teheranie. 30 kwietnia 2012 roku, US Navy formalnie przekazała prawo własności okrętu Pacific Battleship Center w Los Angeles, gdzie pełni rolę okrętu muzeum. W 1989 doszło do eksplozji w wieży nr 2, w której zginęło 47 marynarzy.